# Hippolyte de Boë
Hippolyte de Boë, né le 29 août 1826 à Anvers et mort le 30 juin 1869 à Constantinople, est un diplomate et homme politique belge.

## Biographie
Hippolyte de Boë est le fils du Alexander de Boë, riche négociant d'Anvers, et de Colette Alison. Sa mère, veuve, s'est remariée avec le chef libéral anversois Constant van den Nest (1795-1858), père d'Arthur Van den Nest.
Il suit ses études droit à la faculté de droit de Paris (1850) et commence une carrière diplomatique. Il est attaché de légation à La Haye, puis à Washington. 
En 1857, il est élu député d'Anvers, et se fait remarquer pour ses talents d'orateur. 
Il participe à la fondation de L'Écho du Parlement, organe de presse de tendance libérale. 
Il est nommé membre du jury de l'Exposition universelle de 1867 à Paris.

## Publications
- Œuvres politiques et littéraires de Hippolyte De Boe, Antwerpen, 1870.

## Sources
- J-B VAN MOL, Les élus d'Anvers depuis 1830, Antwerpen, 1889.
- J. MATTHYSEN, Politieke Dynastieën te Antwerpen 1830-1914, Gent, R.U.G., licentiaatsverhandeling (onuitgegeven), 1973.
- Jean-Luc DE PAEPE & Christiane RAINDORF-GERARD (red.), Le Parlement belge, 1831-1894. Données biographiques, Brussel, 1996.
- Pierre Larousse, Grand Dictionnaire universel du XIXe siècle, 1870